# Problem sekwencyjnego porządkowania
Problem sekwencyjnego porządkowania (ang. sequential ordering problem) – asymetryczny problem komiwojażera z dodatkowymi obostrzeniami: należy dodatkowo znaleźć ścieżkę Hamiltona z węzła 1 do węzła n, która bierze pod uwagę ograniczenie pierwszeństwa. Każde takie ograniczenie wymaga, by pewien węzeł k był odwiedzany zawsze przed pewnym węzłem l.